# 고다이인
네네(일본어: 寧々, 1547년(덴분 11년) ~ 1624년 10월 17일(간에이 원년 음력 9월 6일))는 일본의 다이묘 도요토미 히데요시(豐臣秀吉)의 정실이다. 본명은 네네이며 출가 후의 이름은 고다이인(高台院)이다. 스기하라 사다토시의 친딸이며 아사노 가문에 양녀로 들어갔다.

## 개요
기타노만도코로(北政所)로 유명하다. 기타노만도코로로 불린 인물은 역사상 다수 존재하고 있지만, 네네 이후로 이 통칭은 그녀만의 고유한 것으로 정착된다.
어릴적 이름에 대해선 여러 설이 있다. 이름은 일반적으로 네네라 불리지만, 히데요시나 그녀 자신의 서명 등에 <오네>, <네(祢)>, <네이(寧)>라는 표기가 있기 때문에 <오네>라 불리는 일도 많다. (자세한 이야기는 뒤에 서술)
《기노시타가후(木下家譜)》 등 조카인 기노시타 도시후사(木下利房)의 영지인 빗추 아시모리 번의 문서에 <네이코(寧子)>라 쓴 기록도 남아있다. 従一位를 제수할 때의 위기(位記)에는 <도요토미 요시코(豊臣吉子)>란 이름이 있지만 이것은 남편 히데요시의 이름을 받은 것이다.
법명은 高台院湖月心公.

## 생애
오와리의 스기하라 스케자에몬 사다토시(杉原 '助左衛門' 定利)의 차녀로 태어나 숙모의 결혼 전, 오와리 가이토 군 쓰시마의 아사노 마타에몬 나가카쓰(浅野 '又右衛門' 長勝)의 양녀로 들어갔다.
1561년(에이로쿠 4년) 음력 8월, 오다 노부나가(織田信長)의 가신 기노시타 도키치로(도요토미 히데요시)와 결혼했다(통설로는 14세). 어머니 아사히(朝日; 히데요시의 여동생 아사히히메(朝日姫)와는 동명이인)의 반대를 무릅쓰고 한 결혼이었다.
그 후, 조강지처로서 남편의 입신출세에 힘을 다했다. 두 사람 사이에는 아이가 없었기 때문에, 히데요시나 자신의 친척을 양자나 가신으로서 키웠다. 그 중에서 가토 기요마사(加藤清正)와 후쿠시마 마사노리(福島正則)는 특히 유명하다.
1568년경부터 수년간 기후에서 살았다. 이때 노부나가를 따라 상락(上洛.지방에서 교토로 올라감)한 히데요시는 교토에서 첩을 들여, 하시바 히데카쓰(羽柴秀勝)를 낳았다(그 존재를 의문시하는 목소리도 있음).
1574년, 나가하마 12만 석의 주인이 된 히데요시의 부름을 받고, 히데요시의 어머니와 함께 거처를 그곳으로 옮겼다. 이 후에는 원정으로 나가하마를 비우는 일이 많은 남편을 대신해 성주 대행으로서 임했다.
1582년(덴쇼 10년)의 혼노지 사건 때에는 오미 나가하마성에 있었는데, 잠시 난을 피해 영내의 다이키치지(大吉寺)에 몸을 숨겼다. 다행히 얼마 후 야마자키 전투에서 히데요시가 아케치 미쓰히데(明智光秀)를 격파함에 따라 나가하마로 돌아와 히데요시와 재회했다. 그 후 히데요시와 함께 오사카성으로 거처를 옮겼다.
1585년(덴쇼 13년) 히데요시가 간파쿠에 오름과 동시에 네네도 종3위에 오르고 기타노만도코로로 불리게 되었다.
1588년(덴쇼 16년) 음력 4월 14일, 고요제이 천황(後陽成天皇)이 주라쿠다이(聚楽第)에 행행(行幸)하였고, 천황이 환궁한 음력 4월 19일에는 종1위에 올랐다.
1598년(게이초 3년) 음력 8월 18일에 히데요시가 사망했다. 이에 네네는 출가해 고다이인(高台院湖月尼)이라 칭했다.
1599년(게이초 4년)에는 오사카성 니시노마루(西の丸)를 떠나, 예전부터 네네를 섬겨온 고조스(孝蔵主)를 비롯한 몇 명의 여종들을 데리고 교토 산본기의 저택에 은거했다(이후 니시노마루에는 도쿠가와 이에야스(德川家康)가 들어간다). 화장료로서 다이묘에 준하는 1만5천 석의 영지를 도쿠가와로부터 받은 덕분에 전 기타노만도코로로서의 품위를 지킬 수 있었다.
1605년(게이초 20년), 남편 히데요시의 명복을 빌기 위해 이에야스와 상의해 교토 히가시야마(東山)에 고다이지(高台寺)를 건립하였고, 이곳을 여생을 보낼 마지막 거처로 정했다. 1615년에 벌어진 오사카 전투로 도요토미 가문이 멸망한 후에도 계속해서 에도 막부의 보호를 받았다.
1624년(간에이 원년) 음력 9월 6일에 사망하였다. 연령에 대해서는 앞에 밝혔듯 여러 설이 있으며, 대략 76세, 77세, 83세에 사망한 듯하다. 만년에 조카・기노시타 도시후사(木下利房)의 아들 중 하나인 기노시타 도시쓰구(木下利次)를 양자로 맞아들였기 때문에, 네네의 영지중 일부인 3천 석을 도시쓰구가 계승하였다.

## 인물
- 정략결혼이 일반적이던 당시, 히데요시와 드물게도 연애결혼을 했다고 한다. 자료에는 두 사람이 “결혼 전에 정을 통했다”라고 적혀 있으며, 이것은 혼담 등이 전혀 없었던 상태의 연애였다는 것을 의미한다. 게다가 당시 히데요시의 신분은 아직 매우 미천하였으며 네네도 아사노 가문의 양녀에 지나지 않았기 때문에, 어느 정도 자유연애가 가능했으리라 생각된다. 그렇다고는 하지만 결혼 시점에 둘의 신분은 네네 쪽이 훨씬 높았다.

- 네네와 히데요시의 결혼에 그녀의 친어머니인 아사히가 맹반대했기 때문에, 어쩔수 없이 친척인 아사노 나가카쓰의 양녀로 들어가 결혼했다. 아사히는 평생 둘의 결혼을 인정하지 않았다.

- 한편 히데요시의 어머니이며 네네에게는 시어머니가 되는 나카와는 실제 어머니와 딸처럼 사이좋게 지냈으며, 나카가 세상을 떠날때까지 같은 지붕 아래에 살았다.

- 남편의 주군인 오다 노부나가와는 개인적으로 친했던 듯하다. 노부나가가 아즈치로 거처를 옮겼을 무렵, 네네는 노부나가에게 히데요시의 바람기를 하소연하였고, 이에 노부나가는 그녀에게 격려의 편지를 보냈다. 이 편지는 노부나가가 부하의 아내에게 보낸 것이라고 하기엔 아주 정중한 문장었으며, 노부나가의 여성에 대한 배려심 및 히데요시와 네네 부부의 사이를 엿볼 수 있는 귀한 사료이다. 대체적인 내용은 다음과 같다.

| “ | … 얼마 전 오랜만에 만난 당신은 더욱 아름다워졌더군. 도키치로(藤吉郎)가 당신에 대해 여러 가지로 불만을 표하고 있는 모양지만, 말도 안 되는 일이지. 저 대머리 생쥐(히데요시)가 당신 정도의 훌륭한 여성을 다른 데서 얻을 수 있을 리 없으니, 당신도 아내로서 당당히 행동하도록 하고, 질투같은 건 하지 않도록. 이 편지는 히데요시에게도 보여주도록 해요. … | ” |

- 도요토미 정권에서는 ‘조강지처’로서 큰 발언력을 갖고 있었으며, 네네 자신은 기독교로 개종하지 않았지만 예수회의 선교사들에게는 여러가지로 편의를 봐주었다. 루이스 프로이스는

| “ | 간파쿠 전하의 아내는 이교도이시지만 대단한 인격자로서, 그녀에게 부탁하면 해결되지 않는 일이 없다. | ” |
|   | — 《일본사》                                                                                      |   |

라고 할 정도로 칭찬하고 있다. 또한 프로이스는 같은 책에서 네네를 "왕비" 혹은 "여왕"(Queen)이라 칭하고 있다. (위화감을 없애기 위해 여왕이란 단어는 통상 "관백부인" 등으로 번역된다)
- 히데요시가 간파쿠에 취임한 후에도 여러 다이묘들 앞에서 오와리 사투리로 말싸움을 벌이곤 했다. 히데요시와 둘만 있을 때에는 서로 완전히 오와리 사투리만 사용해 대화했다고 한다.

- 호기로운 성격이었다고 여겨진다. 처음 주라쿠다이 방문을 마치고 오사카성에 머물던 모리 데루모토 일행에게, 주라쿠 다이의 기타노만도코로가 엄청난 양의 술과 안주를 보냈다는 일화가 남아있다. (《데루모토공 상락일기》)

- 히데요시는 꽤나 편지를 열심히 쓰는 사람이었으며, 네네에게 부친 편지가 많이 남아있다. (출처 필요)

- 네네가 조카인 고바야카와 히데아키를 귀여워하지 않는 것을 나무라는 히데요시의 편지가 현존하고 있다.

- 친자녀가 없었던 탓에 일족의 아이들을 귀여워하였고, 특히 오빠인 기노시타 이에사다의 아이들에게는 매우 깊은 애정을 쏟았다. 이에사다 사후 그의 영지를 기노시타 도시후사와 기노시타 가쓰토시(도시후사는 세키가하라 전투에서 서군에 속했기 때문에, 가쓰토시는 후시미성 수호의 임무를 맡았으면서도 개전직후 빠져나가 이에야스의 분노를 샀기 때문에, 둘다 가이에키당하여 로닌 상태였다)에게 분할 상속하도록 한 이에야스의 뜻에 거슬러 가쓰토시가 단독으로 상속받을 수 있도록 아사노 나가마사를 통해 도쿠가와 히데타다에게 부탁하였는데, 이것이 이에야스의 역린을 건드려 결국 영지몰수의 사태가 벌어지게 되었다. (《도다이키》에는, 이에야스는 이 때 너무 분노한 나머지 "최근 기타노만도코로님은 너무 늙은 티가 나는구나"라고 말했다고 기록되어 있으며, 《게이초넨로쿠》에는 "기타노만도코로님이 노망이 든것 같군"이라고 말했다고 기록되어 있다.) 이것은 고다이인과 이에야스가 속설에서 말하는 것처럼 친밀한 관계가 아니었음을 증명하는 사건이다. 한편 그 영지는 중개자 아사노 나가마사의 아들 아사노 나가아키라에게 주어졌다. 도시후사는 이후 오사카 전투에서 공을 세워 아버지가 남긴 영지를 다시 받고 다이묘로 복귀했다.

- 고다이인을 극진히 보호했던 것은 이에야스가 아니라 히데타다였다. 《平成杉原氏御系図附言簒》에는, 히데타다가 12살일 때 이에야스에게서 히데요시에게 인질로 보내졌는데 신병을 맡은 고다이인과 그녀의 측근 고조스가 히데타다를 극진히 대했고(원문에서는 "실로 아들처럼 자비롭게 대하시다"), 그 때문에 히데타다는 평생 상락할 때마다 제일 먼저 고다이인을 찾아뵈었다고 기록되어 있다. 고다이인이 히데요시에게서 받아 이에야스가 소유권을 인정한 그녀의 영지는 이에야스 사후 겐나 3년에는 이미 16,923석이 될 정도로 늘어있었다. 이것이 어느정도의 규모냐면, 간에이 6년에 양위한 고미즈노오 천황을 위해 막부가 준비한 황실의 영지는 3천석(이후 1만석으로 증가)이었다.

- 어릴때부터 아끼며 길렀던 고바야카와 히데아키가 사망했을 때, 가인 니시노토인 도키요시에게 "애통(애도)"의 문장을 의뢰했다. 한편 고다이인의 장례식 때에는 기노시타 가쓰토시와 기노시타 도시후사가 관을 졌다고 전해진다.

- 마에다 도시이에(前田利家)의 정실부인인 호슌인(마쓰)와는 매우 각별한 사이였다고 한다. 또한 야마우치 가즈토요의 정실부인인 겐쇼인(지요)과도 나가하마성 시대 이후 친하게 교류했다고 하며, 겐쇼인은 만년을 고다이인의 저택에서 가까운 저택(현 교토 지방재판소 부근)에서 보냈다고 한다.

### 요도도노와의 관계
네네는 정실부인이었지만 자식을 갖지 못했기 때문에 히데요시는 한때 네네를 가혹하게 대했으며, 네네와 히데요시의 측실인 요도도노와는 심한 대립관계에 있었다는 설이 있다. 다만 최근의 다바타 야스코 등의 역사학자의 연구에 의하면, 둘은 오히려 협조・연대관계였지 않았을까 하는 점이 지적되고 있다.
세키가하라 전투에서도 요도도노와 대립관계였던 동군(도쿠가와 이에야스가 이끈 후쿠시마 마사노리 등 소위 무단파)을 위해 네네가 움직였다고 하는 것이 통설이지만, 최근의 연구에서는 요도도노와 연대하여 오쓰성 전투에서의 강화교섭과 전후처리에 힘썼다는 것이 확인되었다. 또한, 반대로 이시다 미쓰나리들과 친했으며, 세키가하라 전투시에도 서군측의 자세를 취했을 가능성을 지적하는 시라카와 도루 등의 연구도 있다. 그 설의 논거로서 시라카와가 들고있는 것이 다음과 같은 사항이다.
- 기타노만도코로 주변에 서군관계자가 많다.
  - 미쓰나리의 딸 다쓰히메를 양녀로 키우고 있었다.
  - 측근인 히가시도노(東殿)는 오타니 요시쓰구(大谷吉継)의 어머니였다.
  - 일설에는 고니시 유키나가의 어머니 막달레나도 측근이었다 한다.
- 서군측이라 여겨지는 행동을 취했다.
  - 측근 고조스가 오쓰 성 개성 교섭을 했다.
  - 네네의 조카에 해당하는 기노시타 가문 형제들(고바야카와 히데아키의 형제들)의 다수가 서군으로 참가해 영지를 몰수당했다.
  - 세키가하라 전투 이후 급히 궁중으로 몸을 피했다. ('도키쓰네쿄키]]') 이때, 맨발이었다고 《본슌닛키》에는 적혀져 있다. 매우 낭패한듯한 정황이 확인된다.
- 동군의 여러 장수들과의 관계가 옅다.
  - 측근에 동군 관계자가 전혀 없다.
  - 《본슌닛키》에 따르면, 고다이인이 오사카성을 떠난 후 세키가하라 전투가 일어나기까지 수년간 그녀와 무단파 장수들(후쿠시마 마사노리 등)이 만났다는 기록이 없다.

이와 같이 여러 설이 있으며, 지금으로서는 동군측이냐 서군측이냐 어느쪽으로 확정할 수 없지만, 당시의 기타노만도코로의 관심사는 정권의 귀추가 아니라, 히데요시가 실현한 천하평안을 지키는 것과 도요토미 가문의 안태를 바라는 것이었다고 한다면, 전투 전후로 그녀가 취한 여러 행동을 해석할 수 있다.

### 사실관계가 확인되지 않은 이야기들
- 《기요마사키》를 보면, 가토 기요마사가 임진왜란 중에 이시다 미쓰나리와 대립하여 일본으로 소환되었을 때, 네네가 히데요시에게 기요마사를 용서하도록 설득했다는 기술이 남아있다. 또한 히데요시 사후에도 네네와 기요마사가 계속해서 연락을 취하고 있는 점으로 볼 때, 기요마사와는 적잖이 친밀하게 지냈다고 여겨진다. 이것은 네네가 미쓰나리와 아주 친밀했으며 도요토미 가문의 천하가 이어지기를 바라기는 했지만 절대로 한쪽으로 치우치거나 하지는 않았다는 하나의 방증이 된다. (다만, 《기요마사키》는 사료적으로 그 내용의 신뢰성이 많이 떨어지는, 《다이코키(太閤記)》와 같은 일종의 군기물이다.)

- 세키가하라 전투 때, 네네가 자신의 조카・고바야카와 히데아키를 도쿠가와 이에야스편에 가세하도록 설득했다는 말이 있는데 이는 근거가 없다. 또한 네네가 이에야스에게 가세하라고 했다며, 아사노 요시나가가 히데아키를 설득하는 편지가 남아있다고도 하는데 이 또한 사실과는 다르다. 이 편지에는 요시나가가 “우리들은 고다이인님(=네네)를 위해 움직이고 있다.”라고 적혀 있을 뿐이며, 그저 배반을 권유하는 편지에 지나지 않는다.

- 고바야카와 히데아키가 서군측을 배반한 원인에 대한 설 중에는 이런 것도 있다. 히데아키는 네네를 사랑하고 있었지만 네네는 친조카인 히데아키보다 양녀인 고히메와 그녀의 남편인 우키타 히데이에를 더 아꼈으며, 이를 질투한 것이 배반에 대한 한가지 이유가 된다는 것이다. 그 설에 대한 방증으로, 히데요시가 네네에게 “히데아키를 그다지 귀여워하지 않는 듯 한데, 친고모인 네가 귀여워해주지 않으면 어떡하느냐”라며 질타한 편지가 현존하고 있다. 히데아키 쪽은 평생 네네를 우러르고 있던 듯하며, 세키가하라 전투 후 네네에게 돈을 빌려주겠다고 제의했다는 기록도 있다. 네네는 이를 불쾌하게 생각하면서도, 어쩔 수 없이 빌렸다는 기술이 《본슌닛키》에 남아 있다.

## 이름에 대한 논쟁 ("네네"인가 "오네"인가)
이름에 대해서는 쭉 '네네'로 불려왔지만, 쇼와 시대의 일본사학자 구와타 다다치카가 기타노만도코로의 자필 편지 서명이 ‘네’(ね) 한 글자라는 것을 이유로 그녀의 이름은 원래 네였다고 주장했다(통칭으로는 접두어 ‘오’(於)가 붙어서 오네가 된다). 따라서 ‘네네’는 《다이코키》 등에 의한 오기라는 설을 제창했다. 이에 대해 여성 이름 연구자로 명성이 자자한 쓰노다 분에이는 다음과 같이 반론했다.
- 당시의 여성이 자필 편지에 이름의 첫글자로만 서명하는 것은 흔한 일이었다. 호소카와 가라샤(아케치 다마)의 편지에는 ‘다’(た) 한 글자만 적혀있고, 도쿠가와 히데타다의 정실 스겐인(이름은 고)이 언니 조코인에게 보낸 편지에도 ‘고’(五) 한 글자만 서명되어 있다. 때문에 서명이 네 한 글자인 것을 근거로 이것이 본명이었다고는 단정할 수 없다.
- 가마쿠라 시대에서 에도 시대까지의 여성의 이름을 최대한 조사해 모아봤지만, 네라는 한 글자 이름은 단 한 사람도 존재하지 않는다. 한편 네네라는 이름은 가마쿠라 시대서부터 존재하며, 매우 빈번히 사용된 이름이다. 같은 시대만 하더라도 구로다 나가마사・스와 요리시게・마에다 도시쓰네・난부 나오마사 등의 부인 이름에서 수많이 발견된다. 이렇게 볼 때 이름은 ‘네’가 아닌 ‘네네’ 쪽이 자연스럽다고 생각된다.

덧붙여서, NHK의 NHK대하드라마에서는 고다이인이 처음 등장한 1965년의 《다이코키》 이후 오랫동안 ‘네네’가 사용되어 왔지만, 1996년의 《히데요시》 이후로는 2006년의 《공명의 갈림길》을 제외한 모든 드라마에서 '오네'라는 호칭이 사용되었다.

## 가계
- 시어머니 : 오만도코로
  - 남편: 도요토미 히데요시

- 부친: 스기하라 사다토시
- 모친: 아사히도노
  - 오빠: 기노시타 이에사다
  - 언니: 스기하라 구마
  - 여동생: 조세이인(야야)

- 양부: 아사노 나가카쓰
- 양모: 나나마가리도노

## 그 외
- 최근 교토 히가시야마 고다이지 주변에 있는 인기 관광지를 도보로 잇는 참배로가 정비되었다. 이 참배로는 네네의 길이란 애칭으로 사랑받고 있다.
- 나고야에서는 노부나가・히데요시・이에야스를 ‘삼영걸’이라 부르며, 매년 10월 상순의 나고아 마쓰리에서는 세 영걸로 분장한 사람이 등장하는 퍼레이드(향토영걸행렬)가 행해진다. 여기서 히데요시의 상대역 여성은 오랫동안 ‘요도도노’였었다(노부나가의 상대는 ‘노히메’, 이에야스의 상대는 ‘센히메’). 하지만 이것도 최근에는 ‘네네’로 변경되었다. 여기서도 알 수 있듯 지역 내에서도 네네의 역사적 평가는 이전보다 높아지고 있다.
- 현재 그녀의 유골은 고다이지 영묘의 고다이인 목상 아래 묻혀있다.

## 같이 보기
- 고다이지

## 참고 문헌
- 山陽新聞社《ねねと木下家文書》
- 跡部信《高台院と豊臣家》
- 津田三郎《北政所―秀吉歿後の波瀾の半生》
- 田端泰子《北政所寧子論》
- 塙書房《北政所おね》
- 福田千鶴《淀殿》

## 관련 작품

### 영화
- 《신 시노비노모노》, 1963년
- 《허풍선이 다이코키》, 1964년
- 《리큐》, 1989년
- 《올빼미의 성》, 1999년
- 《차차 천애의 귀비》, 2007년
- 《키요스 회의》, 2013년

### TV 드라마
일본
- 다이코키 (1965년, NHK 대하드라마, 후지무라 시호)
- 오사카의 여자 (1970년, 후지 텔레비전, 미마스 아이코)
- 봄의 언덕길 (1971년, NHK 대하드라마, 나라오카 도모코)
- 나라 도둑 이야기 (1973년, NHK대하드라마, 다이치 기와코)
- 황금의 날들 (1978년, NHK 대하드라마, 도아케 유키요)
- 세키가하라 (1981년, TBS 대형시대극스페셜, 스기무라 하루코)
- 온나 다이코키 (1981년, NHK 대하드라마, 사쿠마 요시코)
- 도쿠가와 이에야스 (1983년, NHK 대하드라마, 요시유키 가즈코)
- 사나다 태평기 (1985년, NHK 신대형시대극, 츠시마 케이코)
- 독안룡 마사무네 (1987년, NHK 대하드라마, 야치구사 가오루)
- 다이코키 (1987년, TBS 대형시대극스페셜, 나토리 유코)
- 카스가노 츠보네 (1989년, NHK 대하드라마, 가가와 교코)
- 오다 노부나가 (1989년, TBS 대형시대극스페셜, 가타세 리노)
- 노부나가 KING OF ZIPANGU (1992년, NHK 대하드라마, 나카야마 미호)
- 류규의 바람 (1993년, NHK 대하드라마, 마사키 료코 → 다나카 아키코)
- 천하를 얻은 남자 도요토미 히데요시 (1993년, TBS 대형시대극스페셜, 자이젠 나오미)
- 오다 노부나가 (1994년, 신춘와이드시대극, 요시카와 도와코)
- 도요토미 히데요시 천하를 얻다! (1995년, 신춘와이드시대극, 후부키 준)
- 히데요시 (1996년, NHK 대하드라마, 사와구치 야스코)
- 이에야스가 가장 무서워했던 남자 사나다 유키무라 (1998년, 신춘와이드시대극, 니노미야 사요코)
- 가게무샤 도쿠가와 이에야스 (1998년, 테레비 아사히, 오쓰카 미치코)
- 가가 백만석 - 어머니와 아들의 센고쿠 서바이벌 (1999년, NHK, 후지무라 시호)
- 아오이 도쿠가와 삼대 (2000년, NHK 대하드라마, 구사부에 미쓰코)
- 토시이에와 마츠~카가 백만석 이야기~ (2002년, NHK 대하드라마, 사카이 노리코)
- 다이코키 원숭이라 불린 남자 (2003년, 후지 텔레비전, 구니나카 료코)
- 공명의 갈림길(2006년, NHK 대하드라마, 아사노 유코)
- 다이코키 ~ 천하를 얻은 남자・히데요시 (2006년, 테레비 아사히, 호시노 마리)
- 센고쿠 자위대・세키가하라 전투(2006년, 니혼 텔레비전 방송망, 고테가와 유코)
- 고우~공주들의 전국~ (2011년, NHK 대하드라마, 오오타케 시노부)
- 군사 칸베에 (2014년, NHK 대하드라마, 쿠로키 히토미)
- 사나다마루 (2016년, NHK 대하드라마, 스즈키 쿄카)
- 어떡할래 이에야스 (2023년, NHK 대하드라마, 와쿠이 에미)

한국
- 징비록 (2015년, KBS, 오지영)